# Coleophora saturatella
Coleophora saturatella é uma espécie de mariposa do gênero Coleophora pertencente à família Coleophoridae.